# Platybunoides argaea
Platybunoides argaea is een hooiwagen uit de familie echte hooiwagens (Phalangiidae).